# 33-й зенитный ракетный полк
33-й зенитный ракетный полк — воинская часть в составе 1-й дивизии ПВО зенитных ракетных войск ВКС РФ. Сформирован в 2015 году. Штаб находится в посёлке Рогачёво.
Сокращённое наименование — 33 зрп. Условное наименование — войсковая часть № 23662 (в/ч 23662).

## История
В 1961 году был сформирован 406-й зенитный ракетный полк, самый северный зенитно-ракетный полк СССР. На его вооружении стояли комплексы С-75. В 1993 году в связи с массовым выводом частей из Арктики полк был расформирован.
В связи с новой политикой в Арктике, Министерством обороны было принято решение о восстановлении арктической группировки; в связи с этим 9 декабря 2015 года на боевое дежурство заступил вновь сформированный 33-й зенитный ракетный полк, вооружённый комплексом С-300ПМ. В 2019 году на вооружение полка поступил дивизион С-400.

## Вооружение
- 8-й дивизион — 7 ед. ЗРК С-75,
- 9-й дивизион — 5 ед. ЗРК С-200,

.